# 트루 콜링
트루 콜링(Tru Calling)은 미국 폭스 방송에서 2003년부터 2005년까지 방송된 드라마이다.